# Too Young to Marry
Too Young to Marry est un film américain pré-Code réalisé par Mervyn LeRoy, sorti en 1931. Adapté d'une pièce de théâtre de 1929, il met en scène Loretta Young et Grant Withers qui étaient mariés à l'époque du tournage.

## Fiche technique
- Réalisation : Mervyn LeRoy
- Scénario : Francis Edward Faragoh d'après la pièce Broken Dishes de Martin Flavin.
- Producteur : First National Pictures
- Photographie : Sidney Hickox
- Montage : John Rawlins
- Genre : Comédie[1]
- Musique : Erno Rapee, Leo Forbstein
- Dsitributeur : First National Pictures (via Warner Brothers)
- Durée : 67 minutes
- Date de sortie : 4 mai 1931

## Distribution
- Loretta Young : Elaine Bumpsted
- Grant Withers : Bill Clark
- O. P. Heggie : Cyrus Bumpsted
- J. Farrell MacDonald : Dr. Horace Virgil Stump
- Richard Tucker : Chester Armstrong
- Emma Dunn : Jennie Bumpsted
- Aileen Carlyle : Mabel Bumpsted